# マーキュリー・アトラス1号
マーキュリー・アトラス1号（マーキュリー・アトラス1ごう、英: Mercury-Atlas 1、以下MA-1とも記述）は、マーキュリー宇宙船の初の発射試験である (1959年9月に実物大模型を搭載して発射されたビッグ・ジョーを除く)。

## 概要
1960年7月29日13:13UTC、フロリダ州ケープカナベラル空軍基地から打ち上げられた。宇宙船は無人で、緊急脱出用ロケットは搭載していなかった。計画の目的は、宇宙船の弾道飛行と大気圏再突入の過程を実検することだった。機体には実際に使用可能な、ロケットから宇宙船を分離するための推進補助装置は搭載されていたが、逆噴射ロケットはダミーであり、船内の与圧装置や飛行士の座席などその他のシステムの中には搭載されていないものもあった。MA-1の飛行ではASIS発射中止システムが開ループ制御で組み込まれており、これはロケットの部分は存在するが宇宙船の部分は存在しないことを意味していた。
発射に使用されたアトラス LV-3Bロケットは、打ち上げから58秒後に構造破壊を起こした。機体はその時点で高度約9.1キロメートル、発射場から3.4キロメートルの飛行経路上にあり、最大動圧点を通過しようとしていたところで、突然ロケットからのすべての信号がとだえた。当日の天候は雨で上空は厚い雲に覆われており、機影は発射から26秒後に視界から失われていたため、何が発生したのかを目視することはできなかった。多くの技術者らは、天気予報から機体を確認することができなくなるだろうと予想していたため、7月29日の発射に異議を唱えていた。また爆発音を聞いたと報告する者もあったが、確認はできなかった。宇宙船は、飛行経路上の射場から9.6キロメートル離れた海面に激突するまで信号を送り続けた。その後の引き上げ作業で、宇宙船やアトラスロケットのエンジンおよび液体酸素の弁などが海底から回収された。ロケットエンジンには海面に激突したときにできたゆがみ以外には何の損傷も見られなかったが、バルブや取りつけられているパイプには明らかな金属疲労による亀裂が確認された。

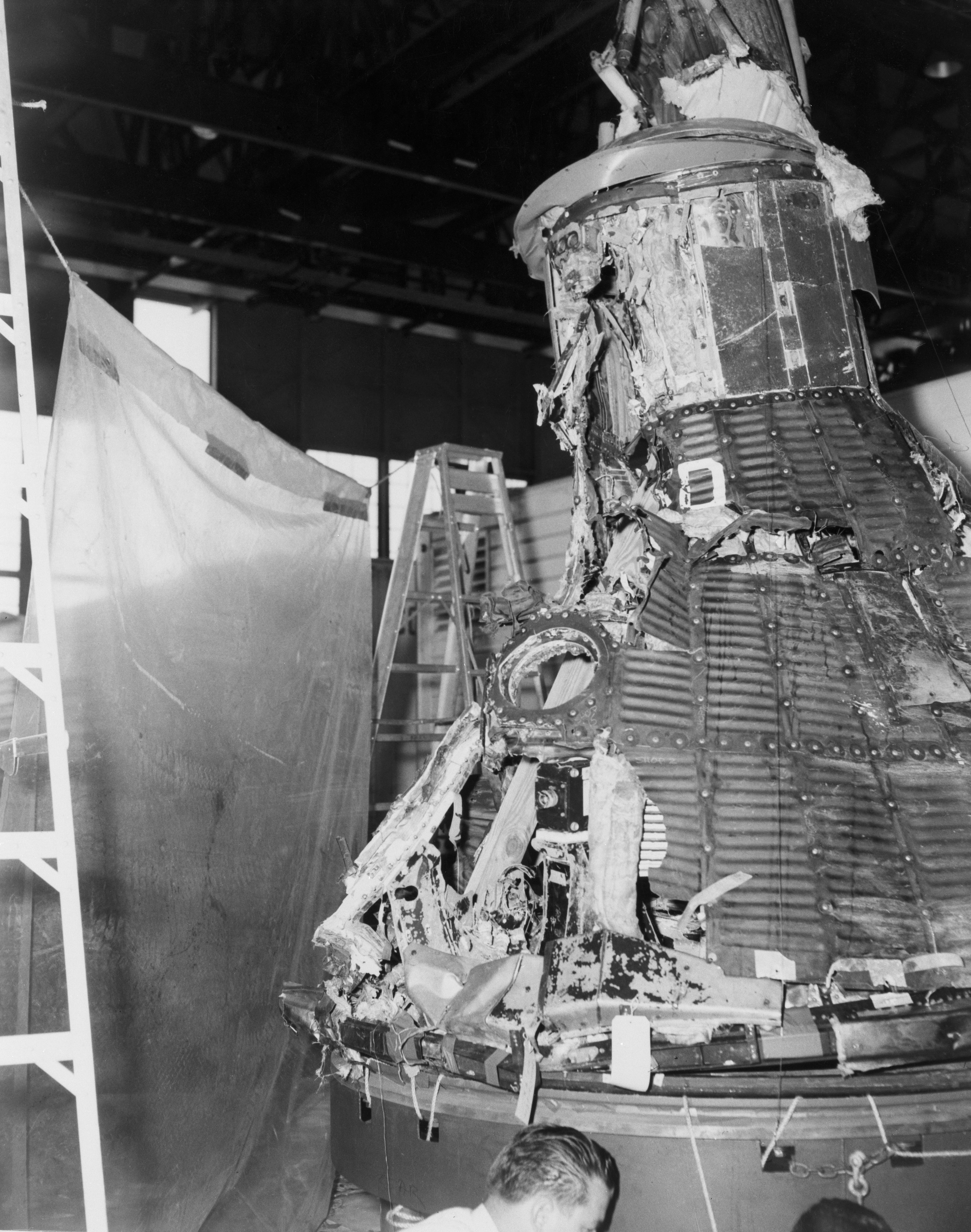
機体の残骸を組み立てて再現されたMA-1宇宙船

遠隔測定のデータによれば、アトラスロケットは離陸後しばらくは正常に機能しており何の異常も見られなかったが、発射後58秒に突然軸方向の大きな乱れを計測した。その約1秒後に、燃料と酸化剤のタンク内の圧力差がゼロになってエンジン推力が失われ、レーダー上に複数の物体が映し出された。宇宙船からのデータによれば、ロケットからの信号が失われた後、機体には大きな衝撃が加わったことが示されたが、マーキュリー・カプセルは発射から約220秒後に海面に激突するまで正常に機能し続けた。ロケットの緊急停止システムは正常に機能したようで、異常を感知した瞬間にアトラスのエンジンに停止の指令を送っていた。宇宙船のパラシュートは、発射後の余りにも早い段階で停止が行われていたため展開しなかった。
同じアトラスのR&D型ミサイルとは違って50D型には大型の遠隔測定装置は搭載されておらず、この飛行ではわずかに50個の計測器が積まれていただけだった。ロケットは遠隔測定のデータが失われた発射後60秒まで予定の軌道上にあったように思われたが、最後の1.2秒間のデータは異常発生後の開回路のものであるため信頼できるものではなかった。宇宙船のジャイロスコープのデータは、機体が少なくとも10°以上は傾いていることを示していた。この他にも別の二つの問題が発生しており、一番目は発射から58.5秒後のもので、ロケット前部の遠隔測定のデータを即時に喪失させていた。二番目は59.4秒後に発生し、ASISシステムによるエンジン停止後のものだった。推進システムは最初の事象による影響を受けたとは思われなかった。
事故原因として第一に考えられたのは、脱出ロケットの代わりに宇宙船の頂部に取りつけられたグラスファイバー製の覆いが壊れ、アトラスロケットの液体酸素のタンクを直撃したのではないかということだった。MA-1の宇宙船を海底から引き上げる作業を指揮したのは、NASAでマーキュリーのシステムエンジニアリングに関わっていたオーウェン・メイナードで、失われた機体のある特定の部分を発見するために彼自身が30フィート (約9メートル) のダイビングを行った。後の歴史調査のための口述記録の中で、彼は「飛行後に計算してみたところ、引っぱり力や加速力、曲げ負荷が複合し、その力がタンク内の圧力によって生じる張力を上回ったため、宇宙船のすぐ下にあるロケットの外壁に歪みが生じたかもしれないということが示された」と述べている。メイナードは「マーキュリー宇宙船をアトラスロケットに接合させる問題は、MA-1の時点では適切に解決されたとはとても言えない状態だった」と回想している。この発見に基づき、NASAは今後のマーキュリー・アトラスの発射機ではこの部分の外板に補強板を重ね、またピッチ角の変化を少なくし機体にかかる負荷を弱めるため、発射軌道もなだらかなものにすることを明示した。実はアトラス50Dはビッグ・ジョーのアトラス10Dよりわずかに厚い外板を使用していたが、それが使われていたのは燃料タンクの部分だけで、液体酸素のタンクの外板はICBMで使用されたアトラスと同じ標準タイプの薄いものだった。今回のような問題はその後の発射では再発することはなかったが、一方で脱出ロケットを搭載していなかったことが空気力学的特性に何らかの影響を与えたのではないかという疑いも残っていた。コンベア社の技術者らは、脱出ロケットを搭載するのは空気力学的観点およびデータ収集の目的の双方の点から必要なことだと主張していたのだが、マーキュリー計画の関係者らは最終的にこれを却下した。
宇宙船は高度13キロメートルに到達し、飛行距離は9.6キロメートル、飛行時間は3分18秒だった。宇宙船の重量は1,154キログラムで、通し番号はロケットがアトラス50-D、宇宙船が第4号機である。
MA-1で使用されたマーキュリー4号機の残骸の一部は、現在はカンザス州ハッチンソン (Hutchinson) のカンザスコスモスフィア宇宙センター (Kansas Cosmosphere and Space Center) に展示されている。